# Mirco De Stefani
Mirco De Stefani (Conegliano, 26 aprile 1959) è un compositore italiano.

## Biografia
Inizia a 15 anni lo studio della composizione con Mansueto Viezzer, proseguendo sotto la guida di Wolfango Dalla Vecchia, con il quale si diploma presso il conservatorio Cesare Pollini di Padova nel 1987. Dopo la maturità classica al liceo di Conegliano, consegue la laurea in medicina (1983) e la specializzazione in endocrinologia (1986) presso l'Istituto di Semeiotica Medica dell'Università di Padova diretto dal clinico Mario Austoni.
Nel 1985 conosce il poeta Andrea Zanzotto, con il quale instaura un rapporto di familiare frequentazione e intensa collaborazione artistica, basato sulla condivisione dello stesso ambiente e dello stesso idioma, divenendo dal 1996 suo medico curante. Dal 1990 al 1994 studia direzione d'orchestra con Ludmil Deschev, direttore dell'Opera e Balletto di Stato di Sofia. Dal 1989 è medico di base nei comuni di Cison di Valmarino e Pieve di Soligo.
L'incontro con il musicologo Giovanni Morelli porta all'esecuzione, nel triennio 1993-1996, della rappresentazione musicale della trilogia zanzottiana (Il Galateo in Bosco, Fosfeni e Idioma per recitante, voci e complesso da camera), presso la Fondazione Ugo e Olga Levi e la Fondazione Giorgio Cini di Venezia. Nelle edizioni discografiche dirette dall'autore, Zanzotto offre rari esempi della propria lettura. Nel giugno 1994 presenta Irrtum, su testo di Zanzotto, in un concerto di musica contemporanea al Castello Caetani di Sermoneta dedicato ai 90 anni di Goffredo Petrassi. Il 21 ottobre 2011 ai funerali del poeta, il violinista Diego Masutti eseguirà nel Duomo di Pieve di Soligo il brano Zanzotto, dalla suite Viandanti. Il 23 maggio 2021, per il centenario della nascita di Zanzotto, l’ensemble Odhecaton diretto da Paolo Da Col eseguirà il brano corale Dove io vedo nella Basilica di Follina.
Nel 2001 conosce il poeta francese Yves Bonnefoy, al quale dedica la suite pianistica Concert pour Douve e i cicli delle Canzoni de La grande neige e Canzoni de L'été de nuit, per soprano e pianoforte, che presenta alla Maison Française dell'Università di New York e al Teatro La Fenice di Venezia e per le quali Bonnefoy presterà la propria voce nell'edizione discografica.
Nel marzo 2005 l’Assessorato alla Cultura del Comune di Conegliano e l’Associazione Musica&Arte, gli dedicano un omaggio musicale a Palazzo Sarcinelli con la partecipazione di Giovanni Morelli, Andrea Zanzotto e Gian Mario Villalta e l’esecuzione di sue composizioni corali e strumentali. Nel marzo 2007 l’Assessorato alla Cultura del Comune di Pieve di Soligo promuove un concerto monografico di sue composizioni da camera e corali dal titolo Viaggio tra musica e poesia, in cui sono eseguiti brani ispirati a Zanzotto, Bonnefoy, Turoldo, Pasolini, Celan, García Lorca.
Organista volontario presso il Duomo di Pieve di Soligo dal 1973 al 1998, il 3 febbraio 2008 alla Basilica di Santa Cecilia a Roma dirige la composizione Donum fidei - Messa e Ave Maria a otto voci a cappella dedicata a don Andrea Santoro martire a Trebisonda, mentre il 29 aprile 2012 alla Basilica di San Pietro in Vaticano è eseguito il mottetto Sensus fidei, composto per la beatificazione di Giuseppe Toniolo, economista e sociologo sepolto nel duomo di Pieve di Soligo.
La sua produzione è solitaria ed estranea tanto all'autoreferenzialità esibizionistica dell'avanguardia che al populismo mediatico-commerciale e spazia attraverso i principali generi musicali. In essa il rapporto tra suono e parola, poesia e musica, è fondamentale e sviluppato con lo studio e la conoscenza dei tanti autori, antichi e moderni, ai quali si è avvicinato, interpretando e mettendo in musica migliaia di versi: Parmenide, Eraclito, Euripide, Boezio, San Francesco d’Assisi, Jacopone da Todi, Dante Alighieri, Petrarca, Shakespeare, Leopardi, Kavafis, Pessoa, Ungaretti, García Lorca, Turoldo, Celan, Zanzotto, Pasolini, Bonnefoy, Emily Grosholz, Paolo Frasson.
Nei tre Dialoghi sulla musica – Invenzione a tre voci, Un viaggio a Elea, La prima delle Baccanti – pubblicati tra il 2005 e il 2009, traccia le linee della propria estetica musicale, analizzando i rapporti intercorrenti tra medicina, musica, poesia, filosofia e società, nella finzione del dialogo socratico. Nel 2010 pubblica Giochi di Dioniso. Sedici composizioni musicali su testi di Andrea Zanzotto, introdotto da una conversazione con Gian Mario Villalta, dove ripercorre il personale viaggio umano e artistico attraverso le opere ispirate al poeta pievigino, descrivendo le musiche, le pubblicazioni discografiche, i tanti concerti, gli scritti e le testimonianze che hanno accompagnato ventidue anni di comune frequentazione. Nel saggio Variazioni sopra l'Infinito di Leopardi. Per una lettura musicale dell'Idillio, racconta la propria composizione pianistica dedicata alla celebre poesia, mettendo in evidenza originali parallelismi e incroci tra scrittura musicale e testo poetico. Nel volume Quartetti Ungarettiani. Per una lettura musicale di dieci poesie da "Il Porto Sepolto", esplora la possibilità della musica di penetrare e dilatare il tempo della poesia scarna e laconica scritta da Giuseppe Ungaretti tra le trincee della Grande Guerra.
Nel giugno 2015 registra con l'Ex Novo Ensemble, presso la Fondazione Giorgio Cini di Venezia, il CD Estrada de Sintra, per soprano e sette strumenti, su testo di Pessoa, dedicato al ricordo di Giovanni Morelli (1942-2011).
Nell’ottobre 2016, presso l’Abbazia di Follina, con il patrocinio della Presidenza del Consiglio dei Ministri, presenta il ciclo Musica e Poesia per la Grande Guerra, con l’esecuzione dei Quartetti Ungarettiani e del Galateo in Bosco per il centenario della prima guerra mondiale.
Per la ricorrenza dei 750 anni del chiostro dell’Abbazia di Follina (1268-2018),  compone il Canto XXXIII del Paradiso per 12 voci maschili a cappella. L’opera, prima interpretazione musicale dell’intero Canto dantesco, è eseguita dall’ensemble Odhecaton in prima assoluta il 12 maggio 2018 all’Abbazia di Follina, nel corso dell’evento Dante a Follina, patrocinato dalla Presidenza del Consiglio dei Ministri, dal Ministero dei Beni Culturali e dello Spettacolo e dalla Regione Veneto.
Il Canto XXXIII del Paradiso è eseguito da Odhecaton il 21 giugno 2021 nella Basilica di San Francesco a Ravenna nell’ambito del Ravenna Festival dedicato al settimo centenario della morte di Dante Alighieri.
In occasione della XXII Assemblea Nazionale dei Borghi più belli d'Italia, il 14 maggio 2022 l'ensemble Odhecaton esegue la prima delle Canzoni dal Monte Ventoso per 12 voci maschili a cappella, su testi di Francesco Petrarca, nell'Abbazia di Follina.
Per la ricorrenza dei 1500 anni del De Consolatione Philosophiae di Severino Boezio, sotto l'Alto Patrocinio del Parlamento Europeo, il 4 maggio 2024 l'ensemble Odhecaton esegue la prima assoluta dei Cori di Boezio nell'Abbazia di Follina.

## Libri
- Invenzione a tre voci, Treviso, Canova, 2005 ISBN 88-8409-129-2
- Un viaggio a Elea, Treviso, Canova, 2006 ISBN 88-8409-166-7
- La prima delle Baccanti, Treviso, Canova, 2009 ISBN 978-88-8409-210-6
- Giochi di Dioniso. Sedici composizioni musicali su testi di Andrea Zanzotto, Treviso, Canova, 2010 ISBN 978-88-8409-230-4
- Variazioni sopra l'Infinito di Leopardi. Per una lettura musicale dell'Idillio, Treviso, Canova, 2015 ISBN 978-88-8409-293-9
- Quartetti Ungarettiani. Per una lettura musicale di dieci poesie da "Il Porto Sepolto", Treviso, Canova, 2016 ISBN 978-88-8409-285-4
- Dante a Follina. Canto XXXIII del Paradiso. Per 12 voci maschili a cappella. Nei 750 anni del Chiostro dell'Abbazia Santa Maria in Sanavalle di Follina, Treviso, Canova, 2018 ISBN 978-88-8409-308-0
- Notturno per oboe e soprano, Treviso, Canova, 2020 ISBN 978-88-8409-318-9
- Follina a Petrarca. Canzoni dal Monte Ventoso. Per 12 voci maschili a cappella, Treviso, Canova, 2022 ISBN 978-88-8409-323-3
- Follina e le sorgenti d'Europa. Cori di Boezio. Da sette carmi del De Consolatione Philosophiae di Severino Boezio. Nei 1500 anni dell'opera. Per 12 voci maschili a cappella, Treviso, Canova, 2024 ISBN 978-88-8409-333-2

## Discografia
- 1994 - Il Galateo in Bosco
- 1995 - Fosfeni
- 1996 - Idioma
- 1998 - Composizioni per Organo
- 2001 - Composizioni da camera
- 2003 - Viandanti
- 2006 - Concert pour Douve Omaggio a Yves Bonnefoy
- 2007 - Donum fidei
- 2008 - Canzoni de La grande neige
- 2010 - Canzoni de L'été de nuit
- 2012 - Sensus fidei
- 2012 - XII Preludi Omaggio a Paul Celan
- 2013 - De la musique Omaggio a Fernando Pessoa
- 2016 - Estrada de Sintra
- 2016 - Childhood Songs for Soprano and Piano
- 2022 - Sieben Lieder für Gesang und Klavier nach Gedichten von Paul Celan